# Magnolia singapurensis
Espèce
Synonymes
- Magnolia  candollei var. singapurensis (Ridl.) Noot.
- Magnolia  liliifera var. singapurensis (Ridl.) Govaerts
- singapurensis Ridl. Talauma
- Talauma  kuteinensis A.Agostini
- Talauma  peninsularis Dandy

Statut de conservation UICN

 DD  : Données insuffisantes
Magnolia singapurensis est une espèce de plantes à fleurs de la famille des Magnoliaceae. C'est un arbre trouvé en Asie.

## Description
C'est un arbre pouvant atteindre un taille de 40 mètres.

## Répartition et habitat
L'espèce est trouvée à l'ouest de la Malésie (Bornéo, Malaisie, Sumatra, Singapour).
Elle pousse en milieu tropical humide. 